# Cox (Franciaország)
Cox település Franciaországban, Haute-Garonne megyében. Lakosainak száma 365 fő (2022. január 1.). Cox Lagraulet-Saint-Nicolas, Brignemont, Laréole és Puysségur községekkel határos.

## Népesség
A település népességének változása:
| Lakosok száma | 236  | 214  | 237  | 318  | 343  | 342  | 341  | 358  | 366  | 365  |
|               | 1968 | 1982 | 1990 | 2006 | 2013 | 2015 | 2017 | 2019 | 2020 | 2022 |